# Мария-Таферль
Мария-Таферль (нем. Maria Taferl) — ярмарочная коммуна (нем. Marktgemeinde) в Австрии, в федеральной земле Нижняя Австрия.
Входит в состав округа Мельк. Население составляет 852 человека (на 31 декабря 2005 года). Занимает площадь 12,18 км². Официальный код — 3 15 23.

## Политическая ситуация
Бургомистр коммуны — Херберт Грубер (АНП) по результатам выборов 2005 года.
Совет представителей коммуны (нем. Gemeinderat) состоит из 15 мест.
- АНП занимает 10 мест.
- СДПА занимает 5 мест.

## Фотографии

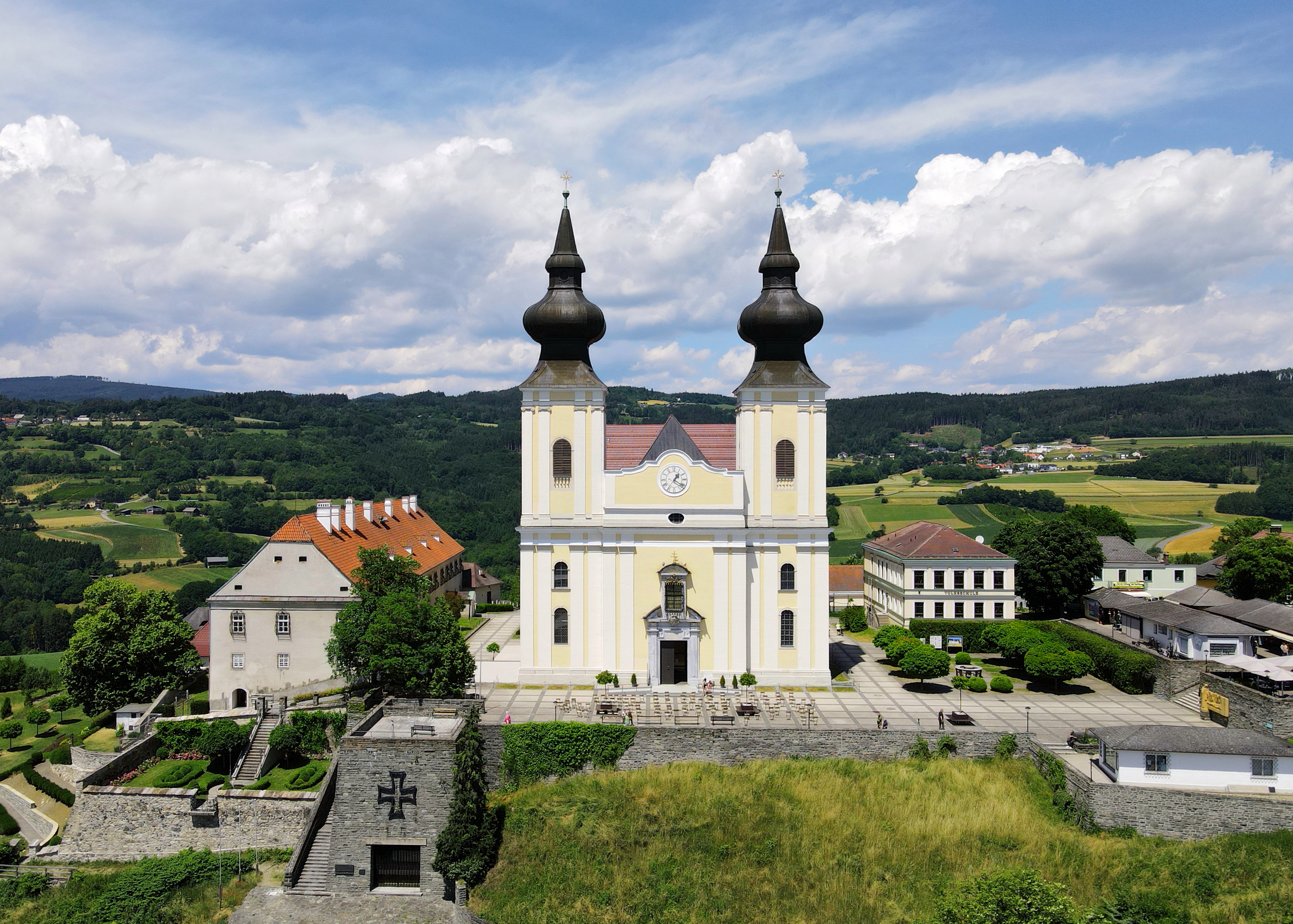
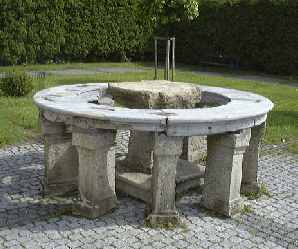
Opferstein или «Скала жертвоприношений». На этом алтаре древние кельты приносили жертвоприношения, сооружение располагается на открытом месте храма
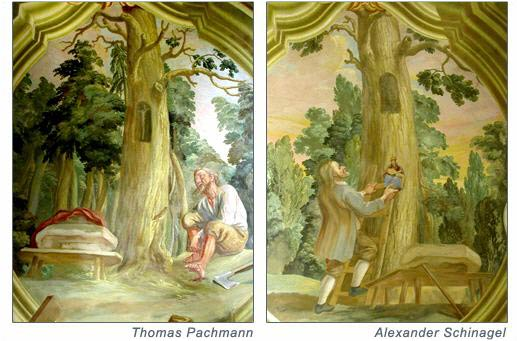
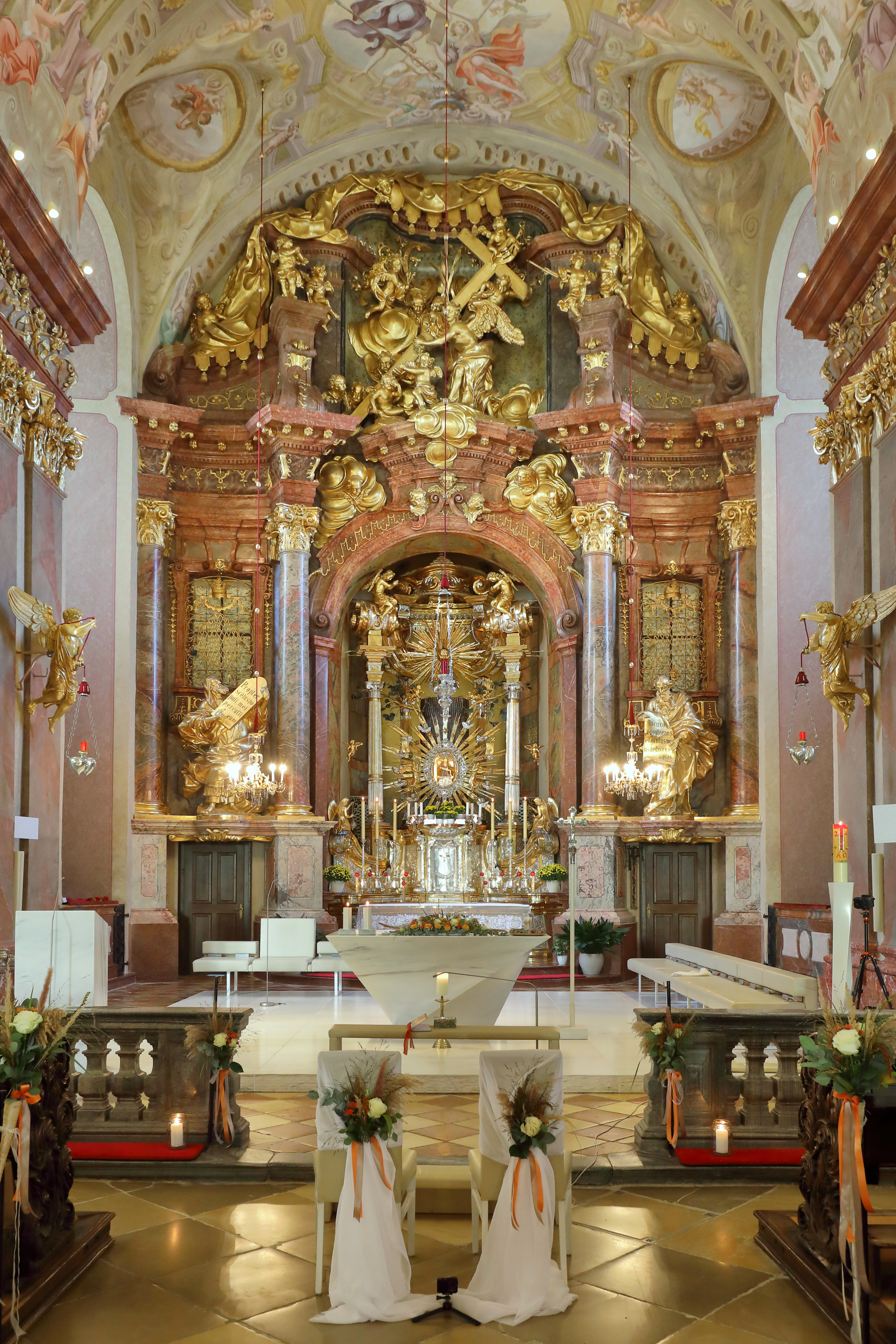
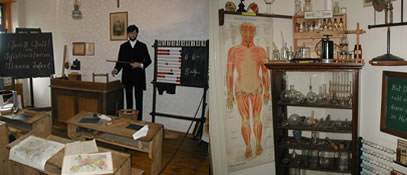